# Belgrád-székesegyház (Szentendre)

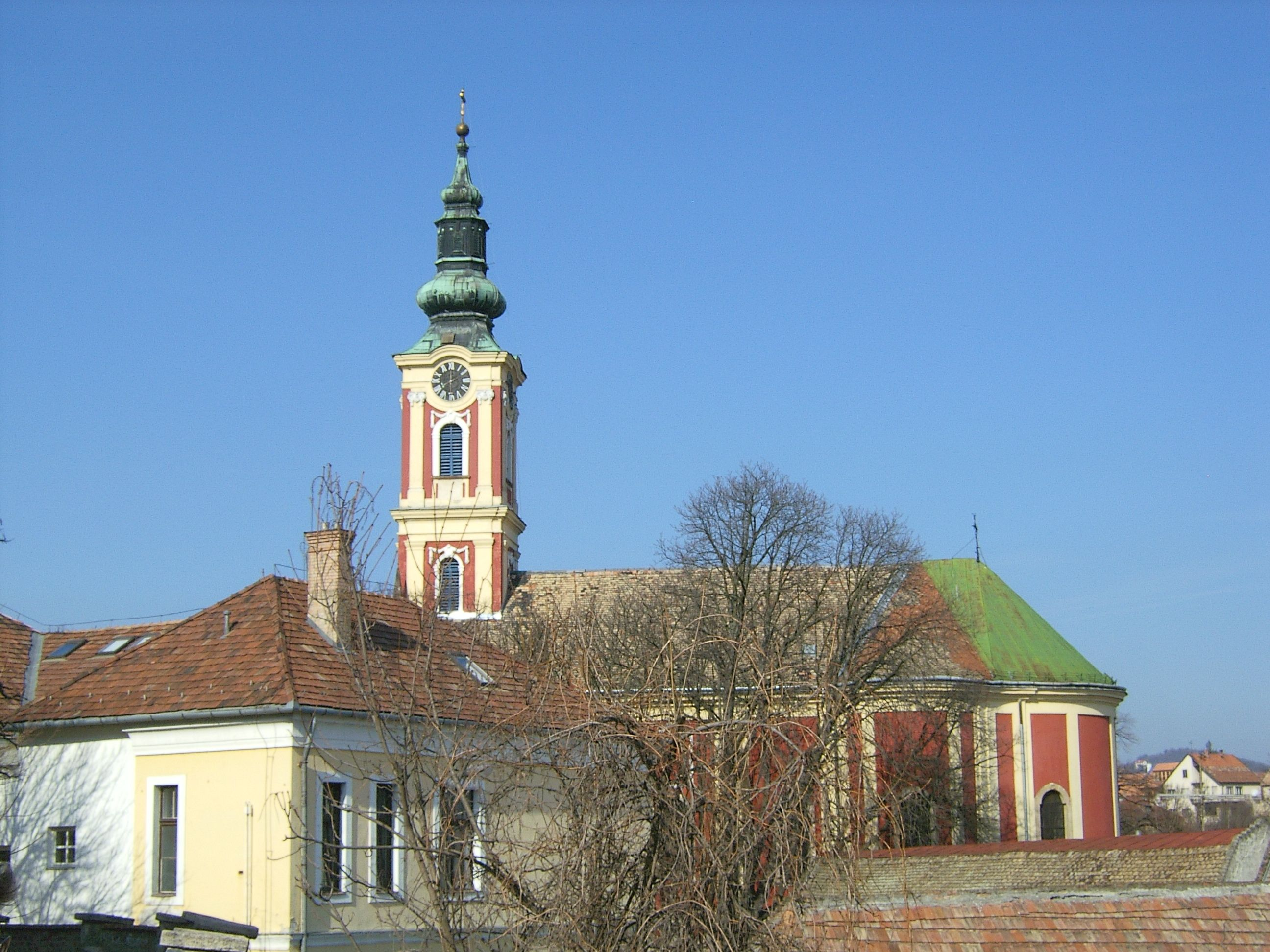
A szentendrei szerb ortodox székesegyház

A Belgrád-székesegyház (szerbül Саборна црква) a Pest vármegyei Szentendrén található. A magyarországi Budai szerb ortodox egyházmegye püspöki székesegyháza.

## Története
A törökök elől menekülő görögök, szerbek, dalmátok, bosnyákok többek között Szentendrén telepedtek le. Már Nándorfehérvár (Belgrád) 1521-es eleste után érkeztek szerbek Szentendrére, de nagyobb számban azonban csak 1690 körül telepedtek le. 1696-ban Csernojevics Arzén pátriárka kérelmet intézett a Budai Kamarai Adminisztrációhoz, hogy Pesten lakást jelöljenek ki számára és mivel ez nem történt meg, így Izbég (Szentendre) központtal jött létre a Budai Szerb Ortodox Püspökség. 
A mai püspöki székesegyház helyén középkori templom állt. A Belgrádból érkezett betelepülők kőből építették fel templomukat, ezért ezt a templomot mind a mai napig Belgrád-székesegyháznak nevezik. 
A Nagyboldogasszony tiszteletére szentelt püspöki székesegyház a szentendrei templomok közül rangjához méltóan a legdíszesebb és leginkább tiszteletparancsoló épület, ám méretei kevésbé érvényesülnek, mivel a püspöki palota és a szerb ortodox egyházművészeti Múzeum kertjében, évszázados fák ölelésében, kőkerítéssel elkerített területen fekszik.
A torony falában talált tábla szerint az épület 1732 és 1734 között épült fel. A ma látható katedrális – melynek tervezője ismeretlen – alapkövét 1758-ban tették le. A falak 1762-ben már álltak, míg a tetőzet 1763 nyarán készült Webber ácsmester tervei szerint. 1765 és 1770 között elkészült a díszítőmunka és berendezés is. A díszes kapu Jung József 1767-ben tervezett aszódi Podmaniczky-kastély kapuival mutat rokonságot. A kőműves munkálatok Pfister András, a templomkert falának építése Rombold Mihály nevéhez fűződött. A kaput ékesítő díszvázákat Ginesser Márton mester készítette 1772-ben.1811-re készültek el az üvegezési munkálatok Fischer Ferenc munkái nyomán. 1881-ben templom toronysisakját egy szélvihar ledöntötte. 1883-ban a belső falak festését felújították. A harangokat az 1885-ös tűzvész után újjá kellett önteni. 1891-ben kirabolták a székesegyházat és több értékes berendezését elvitték.
A templom főhomlokzata, a helybéli szerb templomokéhoz hasonlóan, nyugatra néz, a szentély pedig keletre, ehhez ugyanis az ortodox egyház – eltérően a római katolikusoktól – még a barokk idejében is rendíthetetlenül ragaszkodott.
A templom 48 méter magas, főhomlokzati harangtornya, a szentendrei tornyok közül a legmagasabb. Rokokó stílusú, faragott ajtajú főkapuja fölött egy korábbi ablaknyílás kőkeretét láthatjuk, majd följebb helyezkedik el a kórusablak. A főhomlokzatot dór féloszlopok tagolják. Az íves, csigás oromfal párkányán rokokó kancsó és kőobeliszk helyezkedik el. A harangtornyot vízszintes párkányzatok három emeletre tagolják. A templom legtöbb ajtaja és ablaka félköríves. 
A támpillérekkel tagolt oldalhomlokzat torony felőli első mezőjében a torony alatti átjáró folyosó és előcsarnok kicsi kapui láthatók. Nagyjából az oldalsó homlokzatok felénél helyezkednek el a templom legpatinásabb külső díszei, a faragott prágai rokokó díszkapuk, melyeknek díszes faragványain Jézus Krisztus kínvallatásának jelvényei láthatók. Az ajtószárnyakat tölgyfából faragták.
A 32 méter hosszúságú, 14 méter szélességű és 15 méter belső magasságú székesegyház belseje és berendezése kimagaslóan értékes. A nagyméretű ikont Ösztovics Vazul szerémségi festőművész készítette 1777–1781-ben. Említésre méltó az aranyozott, hársfából faragott szószék, valamint a baldachinos püspöki trón is. A templom három részre: a nők, az egy lépcsővel mélyebben fekvő, férfiak templomára és a szentélyre tagolódik. A hajót négy szakaszra tagolódó csehsüvegboltozat fedi. A boltszakaszokat hevederívek választják el egymástól. A szentély előtti, kosáríves térbővületeket horonyboltozatos, lapított negyedgömb-kupola fedi. A középen ívesen előrenyúló kórusépítmény két dór márványoszlopon nyugszik. Az ortodox istentiszteleti rendtartás előírása szerint a liturgiát a híveknek állva kell végighallgatniuk, ezért a szentendrei székesegyházban sincsenek padok, csupán néhány támaszkodószék a falak mentén, a jómódúak és előkelők számára.
Itt nyugszik Vujicsics Tihamér zeneszerző. 
A templom kertjében, a kőfal mentén számos kőből és márványból készült sírkő látható.
A templom főbejárata mellett áll az ún. pátriárkai épület, melyben a szájhagyomány szerint III. Arszenije pátriárka lakott.
A templomkertben található a Szerb Egyházművészeti Múzeumot, melyet a korábbi lelkészlakásokból alakítottak ki 1964-ben. Az ország minden területéről érkeztek ide mirták, ikonok, kendők, terítők, evangéliumok és egyéb egyházművészeti és egyháztörténeti érdekességek.
Az ortodoxok száma az 1790-es években volt a legmagasabb, 2036 fő, ekkor a püspöki templom parókiájához 366 fő tartozott. Létszámuk már a beköltözés után csökkenni kezdett, 1796-tól 1828-ig már csak hét lelkész szolgált (templomonként egy). A 19. századi rohamos csökkenés után jelenleg kb. 100-120 ortodox lakosa van Szentendrének. A város szerb templomai közül már csak itt tartanak rendszeres istentiszteleteket.

## Képgaléria

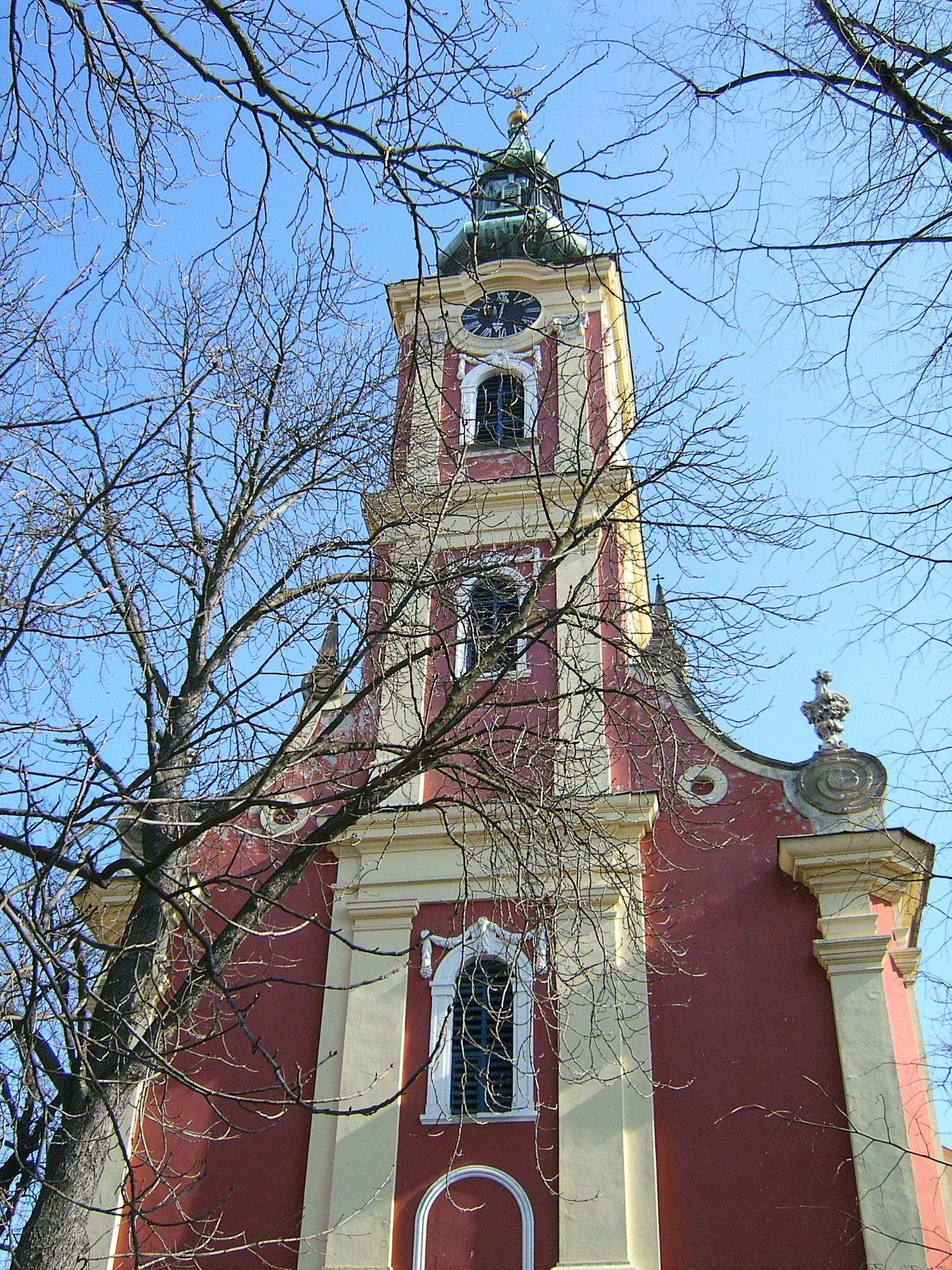
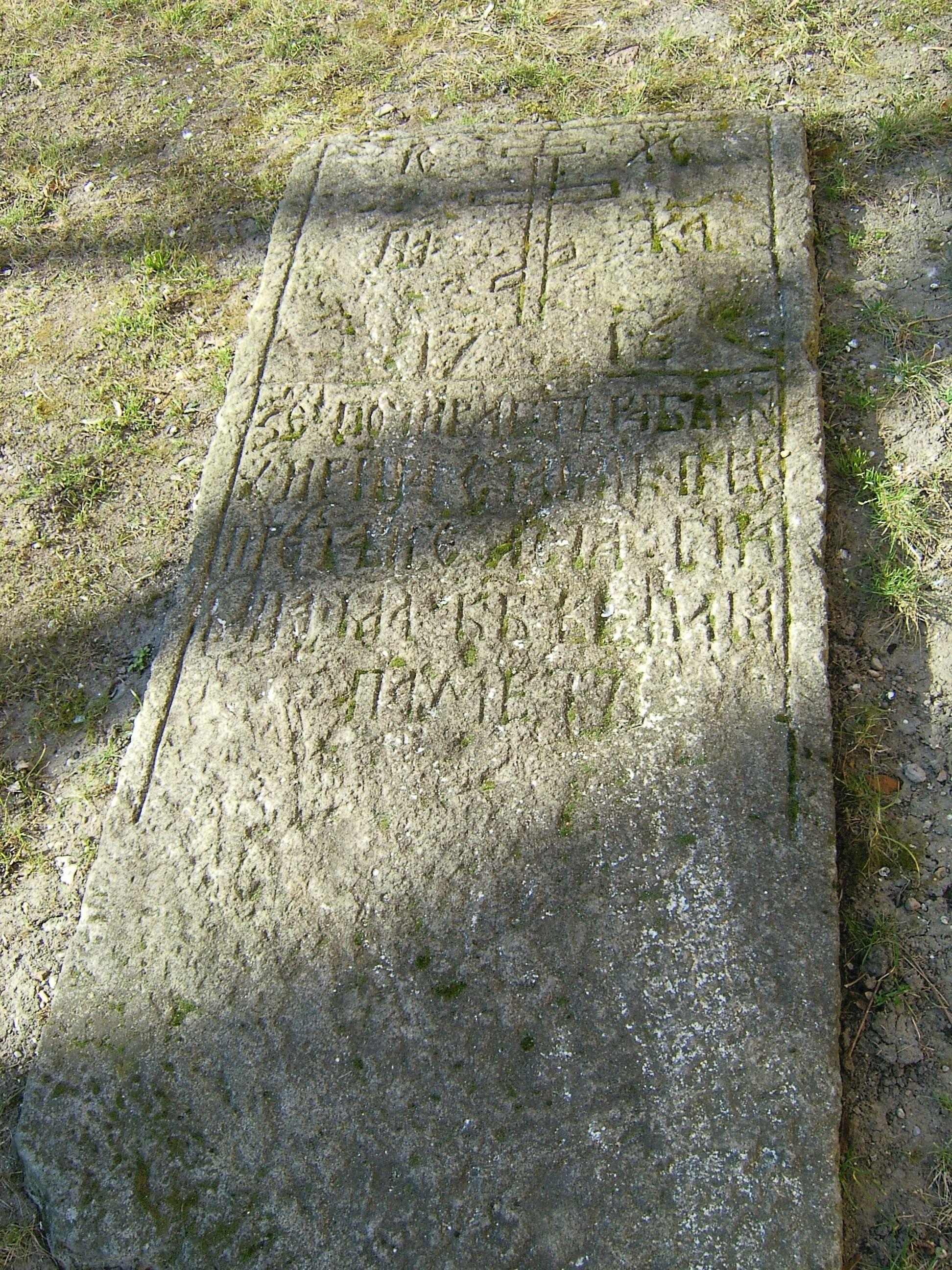
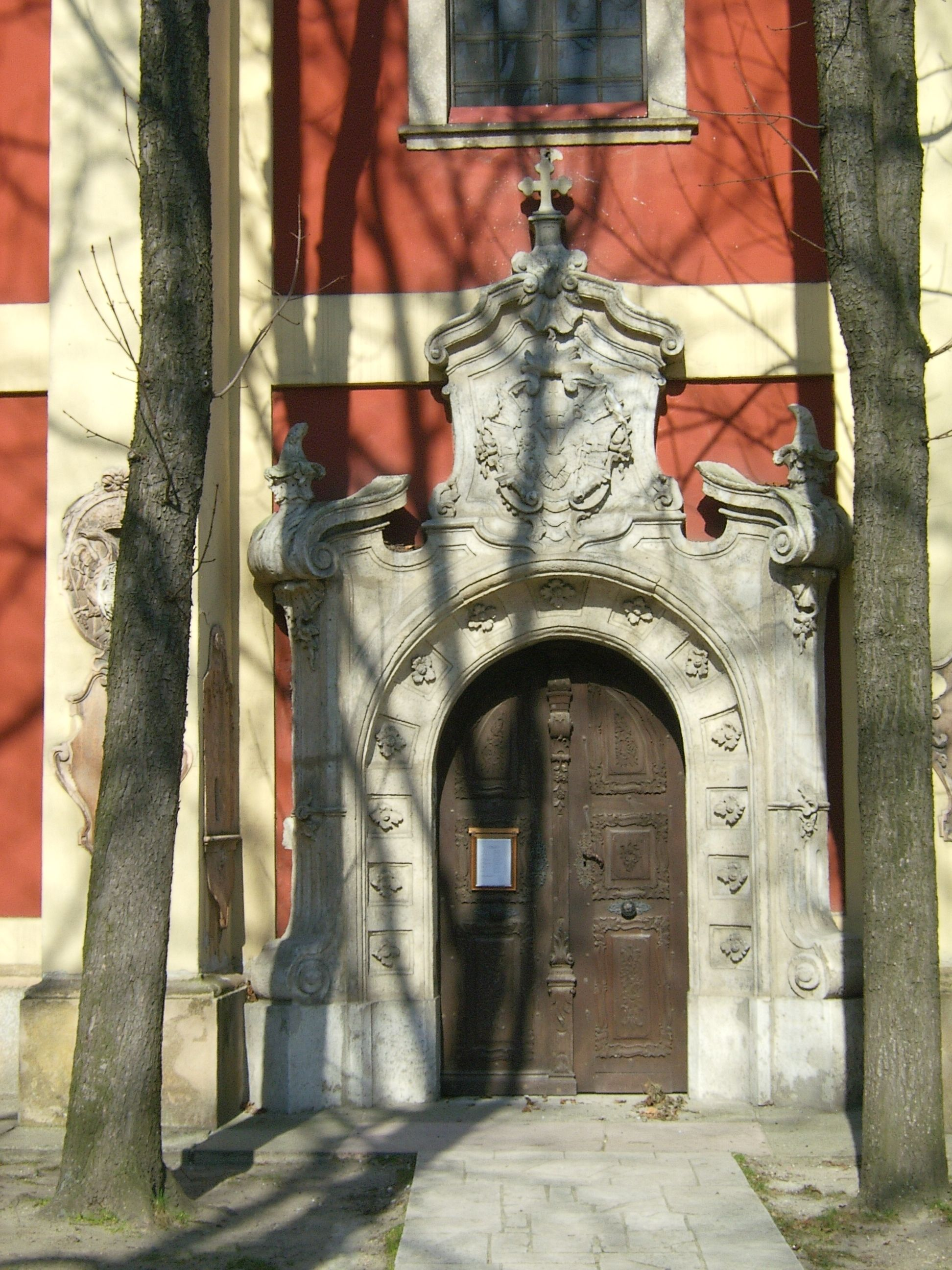
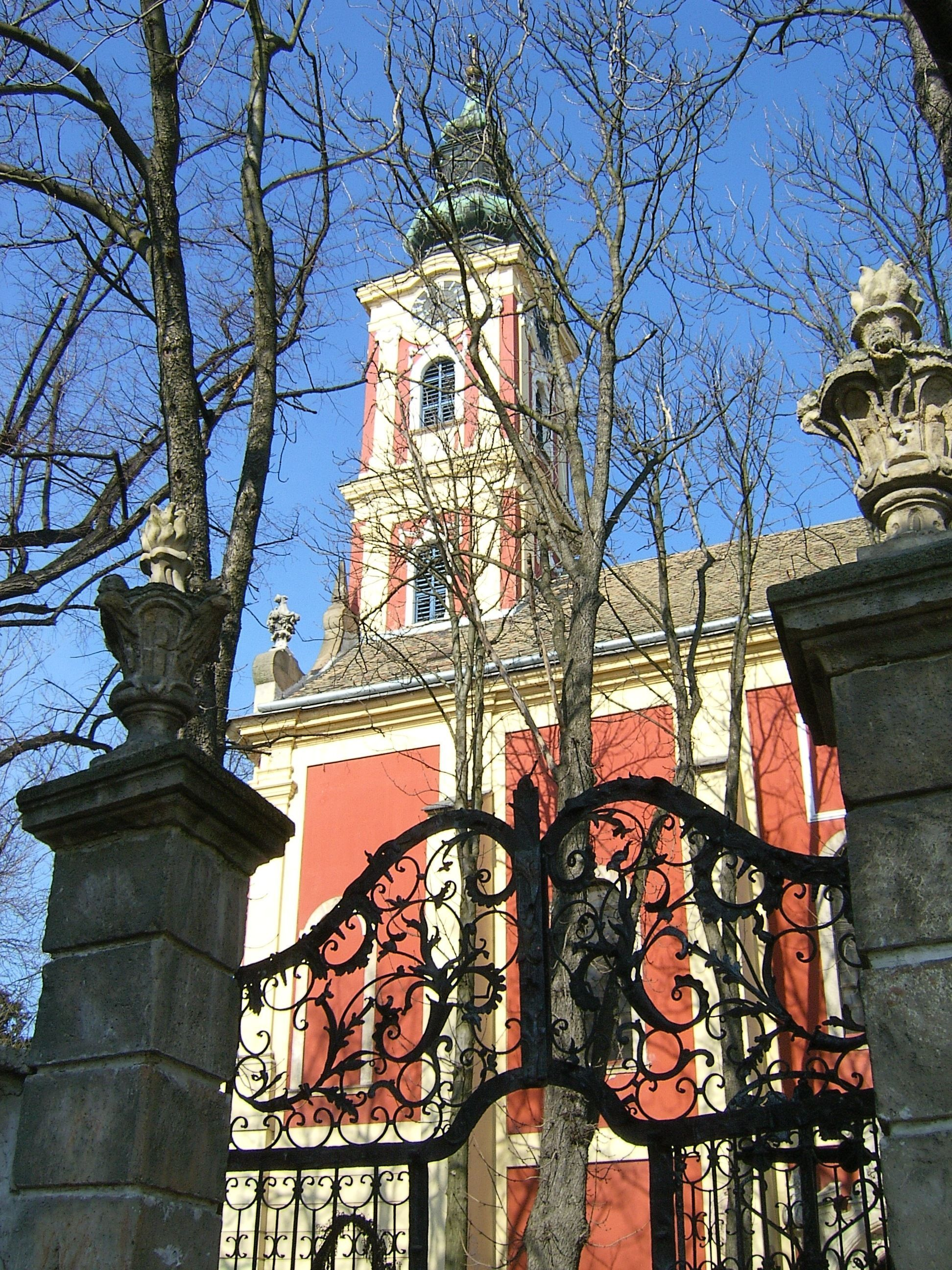